# Kyllene (nimfa)
Kyllene (gr. Κυλλήνη Kyllēnē) – nimfa arkadyjska. Była uważana za żonę lub matkę Likaona. W tej drugiej wersji była żoną Pelazgosa, eponima ludu Pelazgów. Nadała imię górze Kyllene, na której urodził się Hermes. Wedle niektórych przekazów to ona opiekowała się nim w dzieciństwie.